# Franz Alt (Maler)

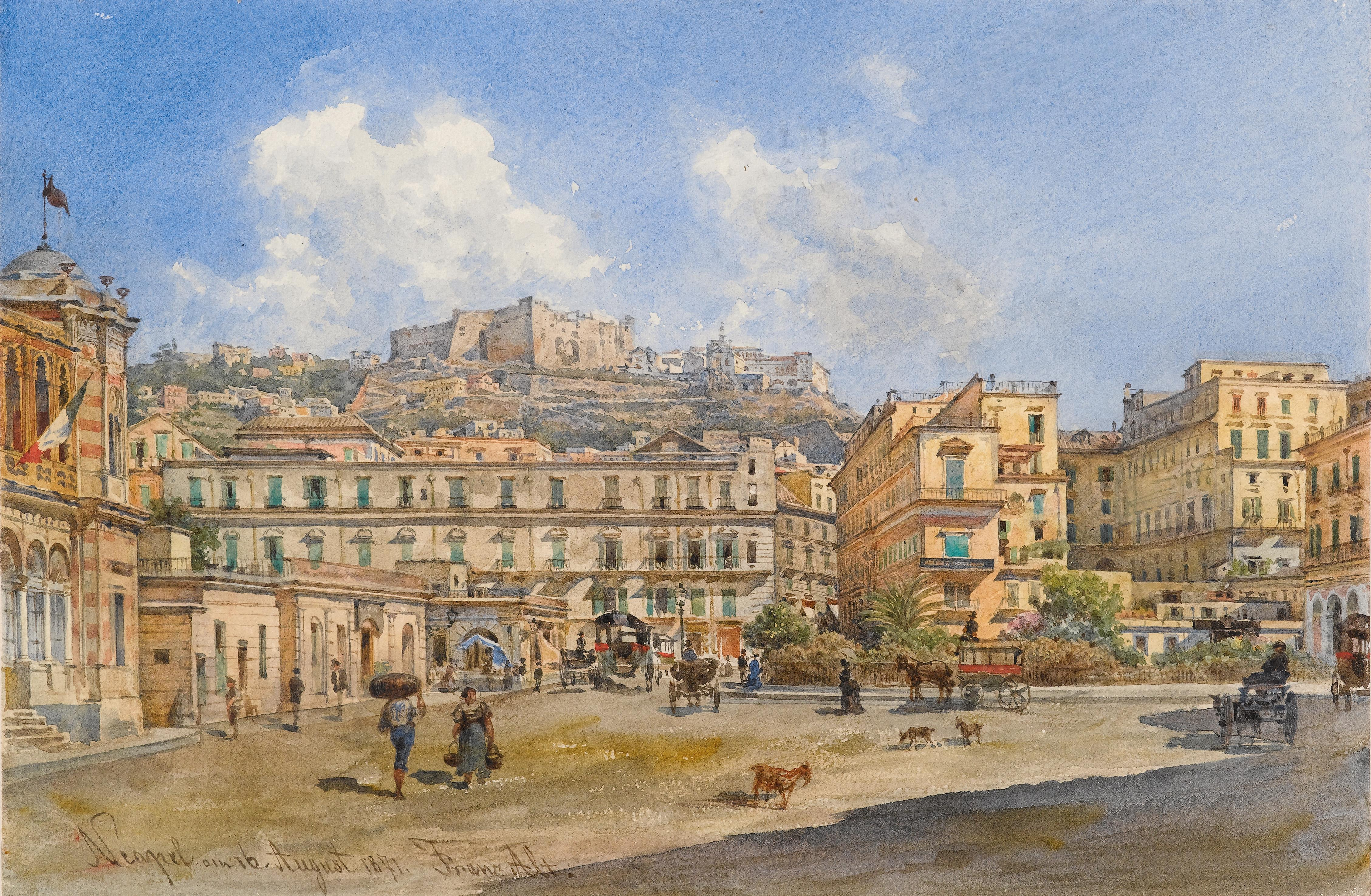
Neapel 1871

Franz Alt (* 16. August auch 17. August 1821 in Wien; † 13. Februar 1914 ebenda) war ein österreichischer Vedutenmaler.
Franz Alt, Bruder von Rudolf von Alt (1812–1905) und Schüler seines Vaters Jakob Alt (1789–1872), studierte an der Akademie der bildenden Künste Wien bei Leopold Kupelwieser und Josef Danhauser.
Ab 1844 arbeitete er als selbständiger Künstler. Franz Alt unternahm Studienreisen nach Tirol und Oberitalien, besuchte auch Moskau, St. Petersburg, Paris und London.
Franz Alt wurde hauptsächlich als Vedutenmaler bekannt. Er war mit Graf Kázmér Miklós Esterházy de Galántha (1805–1870) und mit Marie von Ebner-Eschenbach befreundet. Alt schuf insgesamt etwa zweitausend Aquarelle und Ölbilder. Er wurde in einem Ehrengrab auf dem Wiener Zentralfriedhof bestattet.